# Eidsborg

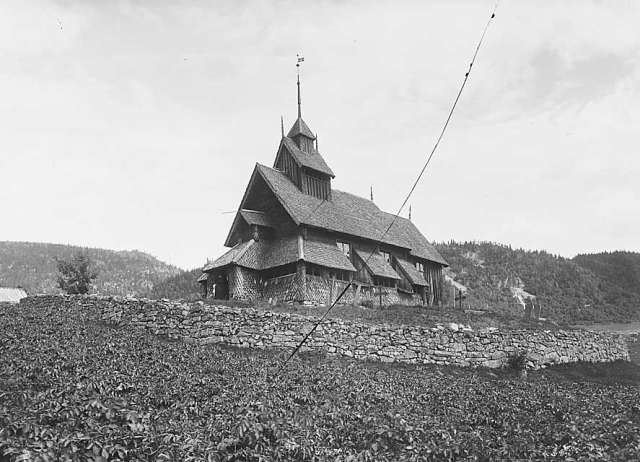
De staafkerk

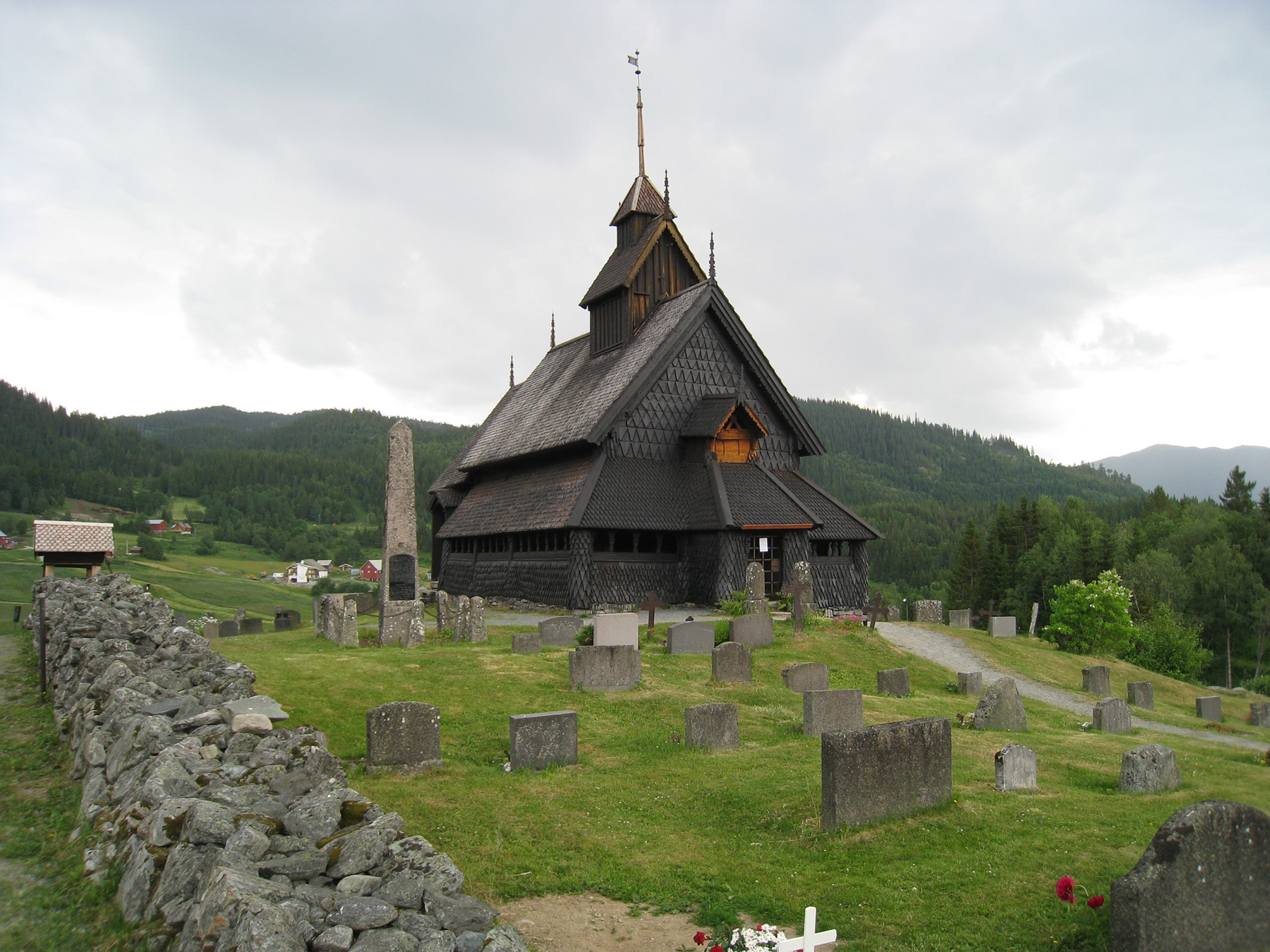
Eidsborg staafkerk

Eidsborg is een plaats in de Noorse gemeente Tokke, provincie Telemark. Het ligt dicht bij Dalen en Kviteseid.
Hier bevindt zich de afdeling Eidsborg van het Vest-Telemark museum, met onder meer de staafkerk van Eidsborg. De kerk werd gebouwd in de 13e eeuw. Deze kerk is vandaag een van de best bewaarde ondanks de verbouwing die ze onderging in de 19e eeuw. De staafkerk is gewijd aan Nicolaas van Myra.